# پایگاه هوایی ارتشی میدل والوپ
پایگاه هوایی ارتشی میدل والوپ (به انگلیسی: Army Air Corps Middle Wallop) یک فرودگاه نظامی است که یک باند فرود چمن دارد و طول باند آن ۱۰۹۶ متر است. این فرودگاه در کشور انگلستان قرار دارد و در ارتفاع ۹۱ متری از سطح دریا واقع شده‌است.